# Brunhilde Loewe
Brunhilde Loewe (* 18. Februar 1951 als Brunhilde Martin) ist eine ehemalige deutsche Kugelstoßerin, die für die DDR startete.
1973 wurde sie Dritte bei der DDR-Meisterschaft im Freien, im Jahr darauf Dritte bei der DDR-Hallenmeisterschaft.
1975 wurde sie DDR-Vizemeisterin in der Halle und Fünfte bei den Leichtathletik-Halleneuropameisterschaften in Kattowitz.
Brunhilde Loewe startete für den SC Turbine Erfurt.

## Persönliche Bestleistungen
- Kugelstoßen: 19,73 m, 17. August 1975, Potsdam
- Diskuswurf: 48,08 m, 19. Juni 1975, Erfurt

| Personendaten    | Personendaten                   |
| ---------------- | ------------------------------- |
| NAME             | Loewe, Brunhilde                |
| ALTERNATIVNAMEN  | Martin, Brunhilde (Geburtsname) |
| KURZBESCHREIBUNG | deutsche Kugelstoßerin (DDR)    |
| GEBURTSDATUM     | 18. Februar 1951                |